# ФК Валета
ФК Валета (на малтийски: Valletta Football Club) е малтийски футболен отбор от столицата на страната Валета, който се състезава в Малтийската Висша лига.
Отборът е основан през 1943 г. и е един от най-успешните в страната. Също така клубът има и отбор по футзал.

## Успехи
- Малтийска Премиер лига
  -  Шампион (25): 1914 – 15, 1931 – 32, 1944 – 45, 1945 – 46, 1947 – 48, 1958 – 59, 1959 – 60, 1962 – 63, 1973 – 74, 1977 – 78, 1979 – 80, 1983 – 84, 1989 – 90, 1991 – 92, 1996 – 97, 1997 – 98, 1998 – 99, 2000 – 01, 2007 – 08, 2010 – 11, 2011 – 12, 2013 – 14, 2014 – 15, 2017 – 18, 2018 – 19
  -  Вицешампион (18): 1926/27, 1927/28, 1956/57, 1960/61, 1961/62, 1963/64, 1964/65, 1968/69, 1978/79, 1982/83, 1988/89, 1990/91, 1992/93, 1993/94, 1995/96, 2008/09, 2009/10, 2014/15
  -  Бронзов медал (21): 1913/14, 1919/20, 1923/24, 1924/25, 1925/26, 1928/29, 1929/30, 1930/31, 1937/38, 1948/49, 1950/51, 1952/53, 1969/70, 1971/72, 1976/77, 1985/86, 1986/87, 1994/95, 1999/00, 2002/03, 2012/13
- Купа на Малта
  -  Носител (13):1959 – 60, 1963 – 64, 1974 – 75, 1976 – 77, 1977 – 78, 1990 – 91, 1994 – 95, 1995 – 96, 1996 – 97, 1998 – 99, 2000 – 01, 2009 – 10, 2013 – 14
  -  Финалист (13): 1947, 1957, 1959, 1962, 1970, 1976, 1983, 1985, 1992, 1994, 1998, 2009, 2011
- Суперкупа на Малта
  -  Носител (11):1989 – 90, 1994 – 95, 1996 – 97, 1997 – 98, 1998 – 99, 2000 – 01, 2007 – 08, 2010 – 11, 2011 – 12, 2012 – 13, 2019
  -  Финалист (5): 1987, 1992, 1993, 1996, 2014
- Лоуенбрау Къп:
  -  Носител (6): 1993 – 94, 1994 – 95, 1995 – 96, 1996 – 97, 1997 – 98, 2000 – 01
- Супер 5 Къп:
  -  Носител (4): 1992 – 93, 1996 – 97, 1999 – 2000, 2000 – 01
- Касар Къп:
  -  Носител (4): 1943 – 44, 1958 – 59, 1965 – 66, 1967 – 68
- Чиклуна Къп:
  -  Носител (2): 1960 – 61, 1963 – 64
- Къзинс Шийлд:
  -  Носител (2): 1914 – 15, 1920 – 21
- Maltese National League 100 Anniversary Cup:
  -  Носител (1): 2009 – 10
- Индипендънс Къп:
  -  Носител (3): 1974 – 75, 1979 – 80, 1980 – 81
- Тестаферата Къп:
  -  Носител (2): 1964 – 65, 1974 – 75
- Малта Къп:
  -  Носител (1): 1943 – 44
- Купа Синовете на Малта:
  -  Носител (2): 1974 – 75, 1978 – 79
- Еврокъп Чалъндж Къп:
  -  Носител (4): 1982 – 83, 1987 – 88, 1989 – 90, 2011 – 12
- Сенчънъри Къп:
  -  Носител (1): 2000 – 01
- Льовенбрау Къп:
  -  Носител (6): 1993 – 94, 1994 – 95, 1995 – 96, 1996 – 97, 1997 – 98, 2000 – 01
- Коронейшън Къп:
  -  Носител (1): 1953 – 54
- Олимпик Къп:
  -  Носител (1): 1962 – 63
- Мелита Къп:
  -  Носител (1): 1911
- Рейнджър'с Къп:
  -  Носител (1): 1914
- Попи Дей Фънд Къп:
  -  Носител (1): 1960 – 61
- БетФеър Къп:
  -  Носител (1): 2008
- Меър Блу Къп:
  -  Носител (2): 2010 – 11, 2011 – 12

## Български футболисти
- Красимир Манолов: 1983/84 (37 мача - 3 гола)
- Борис Хвойнев: 1998/99
- Румен Гълъбов: 2002/03 (11 мача - 7 гола)
- Иван Василев: 2003/04 (37 мача - 3 гола)
- Иван Тончев: 2003/04 (12 мача - 5 гола)
- Тодор Симеонов: 2003/04 (26 мача - 2 гола)